# Helmut Becker (Politiker)
Helmut Becker (* 25. Februar 1917 in Papitz, Kreis Merseburg; † 12. September 1998 in Halle (Saale)) war ein deutscher Politiker der Sozialistischen Einheitspartei Deutschlands (SED) in der Deutschen Demokratischen Republik (DDR). Er war von 1954 bis 1958 Vorsitzender des Rates des Bezirkes Halle.

## Leben
Becker, Sohn eines Handwerkers, absolvierte nach dem Abschluss der Volksschule eine Ausbildung zum Friseur und arbeitete anschließend bis 1938 in diesem Beruf. 1928 trat er dem Jung-Spartakus-Bund und 1929 dem Kommunistischen Jugendverband Deutschlands bei. Von 1938 bis 1945 war Becker zur Wehrmacht eingezogen und war ab 1939 Soldat im Zweiten Weltkrieg. 1945 geriet er in sowjetische Kriegsgefangenschaft, dort besuchte er eine Antifa-Schule. 
1948 kehrte er nach Deutschland zurück und trat in die SED ein. 1948/49 war er Mitarbeiter des Landesvorstandes Sachsen-Anhalt des Freien Deutschen Gewerkschaftsbunds (FDGB). 1949/50 wirkte er als Bürgermeister in Schkeuditz und war von 1950 bis 1952 Leiter der Abteilung Staatliche Verwaltung der SED-Landesleitung Sachsen-Anhalt. Vom 1. August 1952 bis 1954 war er zunächst Sekretär und vom 23. November 1954 bis Juli 1958 Vorsitzender des Rates des Bezirkes Halle. Am 17. Juli 1958 wurde Becker im Zusammenhang mit der Wollweber-Schirdewan-Affäre abberufen und erhielt einen „Bewährungsauftrag“ in den VEB Buna-Werken. Später absolvierte er ein Fernstudium der Wirtschaftswissenschaften an der Martin-Luther-Universität Halle-Wittenberg. 